# Земаљска влада Босне и Херцеговине
Земаљска влада Босне и Херцеговине је била институција аустроугарске окупационе власти у Босни и Херцеговини, од 1878. до 1918. године. Земаљска влада је устројена царском наредбом од 29. октобра 1878. године. Службени рад Земаљска влада започела је у Сарајеву, 1. јануара 1879. године. На челу Земаљске владе налазио се Земаљски поглавар чија је улога била титуларна. Стварни шеф Земаљске владе био је цивилни адлатус. Све одлуке Земаљске владе, морале су одобрити институције Аустроугарске. Земаљска влада је имала извршну, судску власт и надлежност над администрацијом.

## Сједиште Земаљске владе
Сједиште Земаљске владе налазило се у данашњем Предсједништву Босне и Херцеговине. Након Првог свјетског рата у истом објекту била је смјештена управа Дринске бановине. Објекат Земаљске владе грађен је од 1886. до 1888. године по пројекту архитекте Јосипа Ванцаша.

## Организација Земаљске владе
На почетку окупације, Земаљска влада је имала три одјељења и то одјељење за унутрашњу управу, финансије и правосуђе. Врховна управна власт над Босном и Херцеговином додијељена је Аустроугарској влади. У име Аустроугарске владе, административним пословима у Босни и Херцеговини управљало је Заједничко министарство финансија. При Заједничком министарству финансија у Бечу постојао је Босански биро који је преко Земаљске владе у Сарајеву управљао Босном и Херцеговином. Земаљска влада је поред три првобитна ресора, касније добила грађевинско, привредно, техничко и одјељење за наставу и богословље. Шеф Земаљске владе био је цивилни адлатус који је непосредно потчињен Босанском бироу односно Заједничком министарству финансија у Бечу.
Реорганизацијом земаљске управе 1912. године укинут је положај цивилног адлатуса. Руковођење Земаљском владом предато је Земаљском поглавару који је истовремено био и командант окупационе војске што је био јединствен случај у Аустроугарској монархији. Функцију Земаљског поглавара вршили су истакнути царски официри.